# Carmen Giralt
Carmen Giralt Ortiz (1931-2010) fue una actriz española que interpretó varias películas en la década de los 80.

## Filmografía
- Arrebato (Iván Zulueta, 1979)

- Entre tinieblas (Pedro Almodóvar, 1983)

- ¿Qué he hecho yo para merecer esto? (Pedro Almodóvar, 1984)

- El pecador impecable (Augusto Martínez Torres, 1987)

- Bajarse al moro (Fernando Colomo, 1989)

- Datos: Q5752530